# ハートアップ
『ハートアップ』は、絢香と三浦大知の1作目のコラボレーションシングル。2018年2月14日にA stAtionから発売された。

## 概要
本作は作詞・作曲を絢香、編曲・プロデュースを小林武史が手がけたナンバーで、石原さとみがイメージキャラクターを務める東京メトロ「Find my Tokyo.」キャンペーンのCMソング。
同CMソング制作のためにこのコラボ企画が立ち上がると、共に1987年生まれでデビュー時期も近い絢香と三浦はこの企画を快諾。小林を交えての打ち合わせは2017年夏に始まり、絢香と三浦は9月に行われたKREVA主催のフェス「908 FESTIVAL 2017」での共演などを経て楽曲を完成させた。

## コメント
絢香、三浦、小林のコメント。
- 絢香「運命の指す方へ前を向いて力強く歩んで行く男女の物語です。失恋をバネに、さらに強く、さらに高く飛べるような前向きな気持ちが、2人の運命をより良い形で結ぶことを願うような気持ちで書きました」[5]
- 三浦「切なさや強さや温かさといったものが複雑に、でも綺麗に描かれている楽曲だと思います。最初にデモを聴いたときに流石だなと感動しました。単純にすごく好きな曲です」[5]

また、小林は「本当を言うとバラードを期待していた」と語り、「絢香さんのデモが上がって来た時にどういう風にしたら良いのかわからなかった」というが、絢香、三浦と話すうち、「その曲がどう輝くのかが急に見えてきて、それからは早かった」と語っている。

## 収録内容

### CD
1. ハートアップ
2. ハートアップ（カラオケバージョン with 絢香 Vocal）
3. ハートアップ（カラオケバージョン with 三浦大知 Vocal）
4. ハートアップ（Instrumental）

### DVD
1. ハートアップ（Music Video）

歌詞字幕（ON / OFF）
映像音声SELECT（絢香＆三浦大知Vocal / 絢香のみVocal / 三浦大知のみVocal / Instrumental）

## タイアップ
- 東京メトロ「Find my Tokyo.」キャンペーンCM「西日暮里 フォトジェニックな1日」篇[3][4]